# Ernesto Ferrero
Pour les articles homonymes, voir Ferrero (homonymie).
Ernesto Ferrero, né le 6 mai 1938 à Turin et mort dans la même ville le 31 octobre 2023, est un écrivain italien, auteur notamment de N. (Einaudi, publié en France par Gallimard), vainqueur du prix Strega en 2000. Il a dirigé le Salon du Livre de Turin.

## Biographie
Des années 1960 aux années 1980, Ernesto Ferrero travaille chez Einaudi : d'abord en 1963 comme responsable du bureau de presse, puis comme directeur littéraire et enfin, de 1984 à 1989, directeur éditorial. 
Il est ensuite secrétaire général de Bollati Boringhieri, directeur éditorial chez Garzanti, puis directeur littéraire chez Arnoldo Mondadori Editore.
De 1998 à 2016, il est directeur du Salon du livre de Turin.

## Œuvres publiées en français
- N., trad. de l'italien par Philippe Di Meo, 384 p., Gallimard, coll. Du monde entier  (ISBN 2-070-76150-9)